# Lourdes Tibán
Lourdes Licenia Tibán Guala (Salcedo, 15 de octubre de 1969) es una abogada y política ecuatoriana de etnia indígena. Es la prefecta provincial de Cotopaxi, desde el 14 de mayo de 2023; siendo considerada una de las líderes nacionales del movimiento indígena.
Fue miembro del Foro Permanente de las Naciones Unidas para las Cuestiones Indígenas, entre 2017 y 2022. También fue asambleísta nacional por la provincia de Cotopaxi, desde 2009 hasta 2017, siendo una de las principales asambleístas de oposición en el gobierno de Rafael Correa.

## Biografía
Lourdes Licenia nació el 15 de octubre de 1969, en la comunidad indígena de Chirinche Bajo, del cantón ecuatoriano de Salcedo. Dejó su hogar a los 14 años, por lo que tuvo que trabajar en huertas familiares y posteriormente como empleada doméstica en Ambato. A los 19 años empezó a estudiar la secundaria a distancia.
En 2002, obtuvo el doctorado en Jurisprudencia, por la Universidad Central del Ecuador. Posteriormente, en 2007, obtuvo la maestría en Ciencias Sociales, por la Facultad Latinoamericana de Ciencias Sociales.

### Vida personal
Contrajo matrimonio civil en 2008 con el dirigente indígena Raúl Ilaquiche. El 14 de febrero de 2015 tuvo lugar su boda eclesiástica, celebrada en la comuna de Chirinche bajo por el entonces arzobispo de Portoviejo, Mario Ruiz Navas. A la misma estuvieron invitados varios asambleístas y personalidades de la política.
El 13 de diciembre de 2024, Raúl Ilaquiche falleció producto de un accidente de tránsito.

## Vida política

### Inicios
Empezó su vida política en 1997 como asesora del diputado Leonidas Iza. Años más tarde pasó a ser subsecretaria de Desarrollo Rural en el Ministerio de Bienestar Social bajo el gobierno de Lucio Gutiérrez, abandonando el puesto cuando se rompió la alianza existente entre el Gobierno y Pachakutik.
En 2005 se convirtió en secretaria ejecutiva del Consejo de Desarrollo de las Nacionalidades y Pueblos del Ecuador (Codenpe), puesto que desempeñó hasta 2009. Durante este tiempo conoció al entonces ministro de finanzas, Rafael Correa, con el cual, como ha indicado ella, tuvo una discusión por el financiamiento de la institución, una discusión en la cual fue apoyada por Alfredo Palacio y la cual Tibán argumento que fue una de las causas de la salida de Correa del cargo. Para el 2009, con Correa al poder, tuvo que renunciar a su cargo por las críticas del mandatario contra ella, que la llamó "pobre mujer" y la acusó de haber gastado fondos del Codenpe en protestas contra el régimen. Tibán respondió denunciando la eliminación del presupuesto al Codenpe por parte del Gobierno y aseverando que los ataques del presidente constituían una retaliación por haber participado personalmente en marchas en contra de la Ley de Minería que impulsaba el gobierno central en esa época.

### Asambleísta
Luego de su salida del Codenpe anunció su intención de lanzarse como candidata a asambleísta de la Provincia de Cotopaxi. En las elecciones legislativas de 2009 ganó una curul en la Asamblea por Pachakutik. En la misma fue parte de la Comisión de Derechos Colectivos, Comunitarios y la Interculturalidad. También ejerció la segunda vocalia del Consejo de Administración Legislativa desde 2009 hasta 2011.

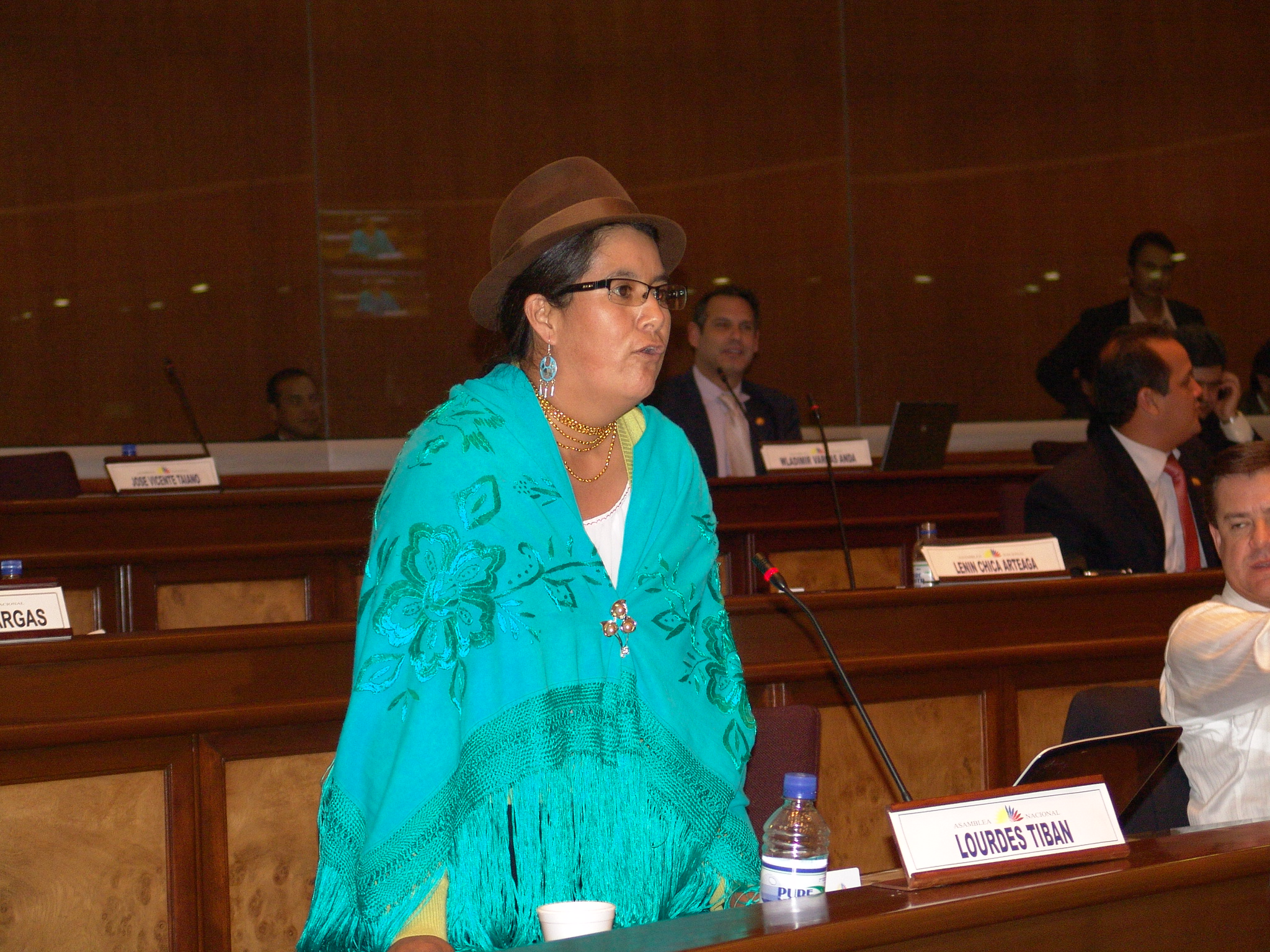
Tibán en un pleno de la Asamblea, en 2010.

Durante su período como asambleísta tomó una marcada posición contraria al Gobierno de Rafael Correa. Fue una de las principales promotoras de la campaña por el "No", durante el Referéndum constitucional y consulta popular de 2011. Así mismo impelió al presidente a que otorgue amnistía a los que llamó "perseguidos políticos" del 30-S, entre los cuales estuvo uno de sus hermanos, luego de que el presidente declarara ante la prensa internacional que buscaba "armonía nacional".
En agosto de 2012 denunció ante medios de comunicación la supuesta venta de firmas de inscripción para el registro de partidos y movimientos políticos en al Consejo Nacional Electoral. También aseveró que su teléfono celular había sido robado y que por eso no contaba con información sobre la identidad de los ofertantes. El presidente Correa criticó la actitud de Tibán, alegando que estaba encubriendo a los vendedores de firmas. La Fiscalía de la Nación llamó finalmente a la asambleísta a declarar acerca del caso, junto con el Presidente de la Asamblea, Fernando Cordero Cueva y otros miembros del Gobierno.

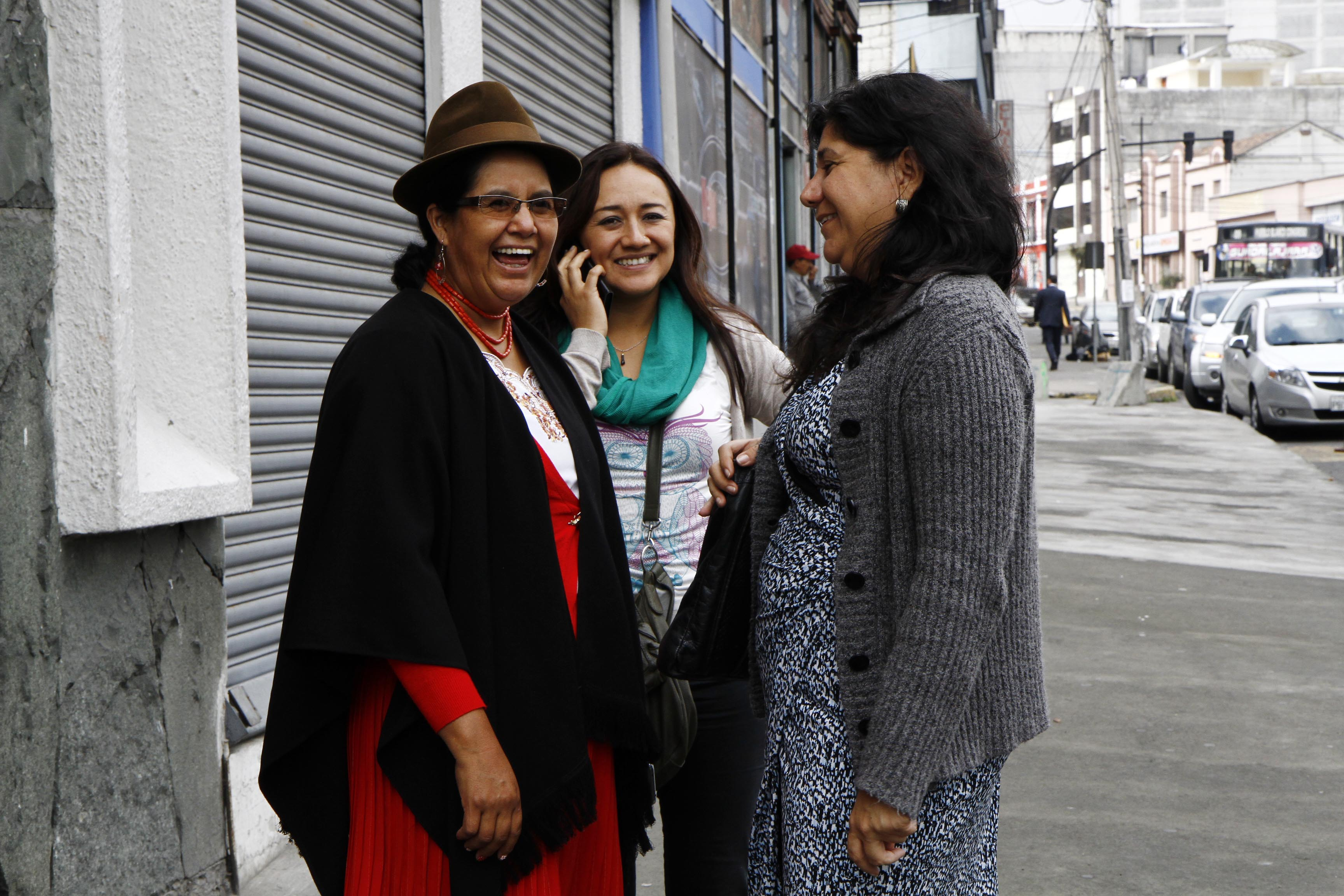
Tibán junto con Martha Roldós en 2015.

Meses antes de las elecciones legislativas de 2013 fue elegida precandidata presidencial por el movimiento Pachakutik. Pero una vez constituida la Unidad Plurinacional de las Izquierdas (alianza entre varios movimientos y partidos de izquierda que incluía a Pachakutik), pasó a encabezar la lista de asambleístas nacionales por dicha agrupación, Tibán, junto a otros cuatro compañeros de Pachakutik, resultaron elegidos.
Durante la antesala a las elecciones presidenciales de 2017 volvió a ser seleccionada como la precandidata a la presidencia de la república por Pachakutik, luego de ganar las elecciones primarias del movimiento con el 46.7% de los votos (superando por casi veinte puntos porcentuales a Salvador Quishpe, quien quedó en segundo lugar). Sin embargo, a finales de septiembre de 2016 se anunció la decisión del movimiento de retirar la candidatura de Tibán y apoyar a Paco Moncayo, candidato de la Izquierda Democrática.

### Vida posterior
Fue nombrada miembro del Foro Permanente para las Cuestiones Indígenas de la ONU para el periodo 2017-2019, siendo relecta para el periodo 2020-2022.
En marzo de 2022, fue elegida por una organización campesina indígena como precandidata a la Prefectura de Cotopaxi, para las primarias del partido político Pachakutik, en las elecciones seccionales de 2023. En julio del mismo año, se autoproclamó candidata oficial de Pachakutik, tras una pugna de candidatos de mismo partido. Tras las elecciones de 2023, fue elegida prefecta de Cotopaxi con el 19.03% de los votos.
El 14 de mayo de 2023, cuando Silvia Bravo dejó la prefectura, se llevó a cabo el cambio de mando para dar paso a la posesión de Tibán como prefecta.